# Destin de femme
Pour plus de détails, voir Fiche technique et Distribution.
Destin de femme (Frauenschicksal) est un film allemand muet réalisé par Guido Parisch, sorti en 1923.

## Fiche technique
- Titre : Destin de femme
- Titre original : Frauenschicksal
- Réalisation : Guido Parisch en tant que Guido Schamberg
- Scénario : Guido Parisch
- Direction artistique : Mathieu Oostermann
- Pays d'origine :  République de Weimar
- Société de production : Nivo-Film-Comp.
- Format : Noir et blanc - 1,33:1 - Format 35 mm - muet
- Métrage : 2 177 mètres
- Dates de sortie :
  -  République de Weimar : 30 janvier 1923

## Distribution
- Marcella Albani
- Carl Auen
- Maria Forescu
- Georg John
- Kurt Bobeth-Bolander
- Victor Costa
- Ludwig Hartau
- Ernst Hofmann
- Hermann Leffler